# Un petit brin de vie
Un petit brin de vie (Life's Too Short) est une série télévisée en coproduction États-Unis-Royaume-Uni en sept épisodes de 25 minutes et un épisode spécial de 58 minutes créée par Ricky Gervais et Stephen Merchant d'après une idée de Warwick Davis, diffusée entre le 10 novembre 2011 et le 30 mars 2013 sur BBC Two et à partir du 19 février 2012 sur HBO. En France, la série était disponible sur la plateforme Netflix de 2011 à 2021,.

## Synopsis
Gervais la décrit comme « la vie d'un nain du show-business ». Davis joue une version fictive de lui-même, tandis que Gervais et Merchant font des apparitions dans leurs propres rôles.

## Distribution

### Acteurs principaux
- Warwick Davis (VF : Julien Kramer) : lui-même
- Ricky Gervais (VF : Emmanuel Jacomy) : lui-même
- Stephen Merchant (VF : Emmanuel Curtil) : lui-même
- Steve Brody (VF : Antoine Nouel) : Eric
- Rosamund Hanson (en) (VF : Cécile d'Orlando) : Cheryl
- Jo Enright (en) (VF : Christèle Billault) : Sue
- Shaun Williamson (en) : lui-même
- Les Dennis (en) : lui-même
- Keith Chegwin : lui-même

### Acteurs secondaires
- Jon Key (VF : Roland Timsit) : Anthony
- Matthew Holness (VF : Benjamin Pascal) : Ian
- George Appleby (VF : Charles Germain) : Dan
- Lorraine Bruce (VF : Marie-Madeleine Burguet-Le Doze) : Mère
- John Biggins (VF : Jerome Wiggins) : le propriétaire
- Matthew Earley (VF : Jerome Wiggins) : le vigile du magasin
- Tim Key (VF : Benoît DuPac) : un journaliste
- Kiruna Stamell : Amy
- Ramin Karimloo : le scientologue (épisode 5)

### Guests
- Liam Neeson : lui-même (épisode 1)
- Johnny Depp : lui-même (épisode 2)
- Helena Bonham Carter (VF : Laurence Bréheret) : elle-même (épisode 3)
- Steve Carell (VF : Constantin Pappas) : lui-même (épisode 4)
- Fred et Richard Fairbrass : eux-mêmes (épisode 4)
- Cat Deeley : elle-même (épisode 6)
- Ewen MacIntosh (en) : lui-même (épisode 6)
- Sting : lui-même (épisode 7)
- Sophie Ellis-Bextor : elle-même (épisode 7)
- Val Kilmer : lui-même (épisode 8)

- Version française
  - Société de doublage : Chinkel[4],[5]
  - Direction artistique : Julien Kramer[4]
  - Adaptation des dialogues : Ivan Olariaga et Stéphane Guissant[4]
  - Enregistrement et mixage : Jean-Christophe Sabatier et Laurent Lepaumier[4]
  - Montage : Alain Debarnot et Laurent Lepaumier[4]

 Source et légende : version française (VF) sur RS Doublage et Doublage Séries Database

## Épisodes
1. Épisode 1 (Episode One) : avec Liam Neeson et Shaun Williamson
2. Épisode 2 (Episode Two) : avec Johnny Depp et Shaun Williamson
3. Épisode 3 (Episode Three) : avec Helena Bonham Carter
4. Épisode 4 (Episode Four) : avec Steve Carell, Right Said Fred et Les Dennis
5. Épisode 5 (Episode Five) : avec Keith Chegwin, Shaun Williamson et Les Dennis
6. Épisode 6 (Episode Six) : avec Cat Deeley, Keith Chegwin, Les Dennis, Shaun Williamson et Ewen Macintosh
7. Épisode 7 (Episode Seven) : avec Sting et Sophie Ellis-Bextor
8. Épisode spécial (Special) : avec Keith Chegwin, Les Dennis, Shaun Williamson et Val Kilmer